# Wolverine: Adamantium Rage
Wolverine: Adamantium Rage är ett actionspel utgivet 1994 till SNES och Sega Mega Drive. Sega Mega Drive-versionen utgavs av Acclaim och utvecklades av Teeny Weeny Games, medan SNES-versionen utvecklades av Bits Studios och utgavs av LJN. Båda versionerna utvecklades separat, men handlingen och spelupplägget påminde om varandra.
Spelet utspelar sig i Kanada, och är baserat på seriefiguren Wolverines öden och äventyr.

### Fotnoter
1. ↑  ”Wolverine: Adamantium Rage” (på svenska). Super Power (Solna) (4 1995). april 1995. Läst 25 april 2014.